# Kanton Houilles
Der Kanton Houilles ist seit 1964 ein französischer Wahlkreis im Arrondissement Saint-Germain-en-Laye, im Département Yvelines und in der Region Île-de-France; sein Hauptort ist Houilles.

## Gemeinden
Der Kanton besteht aus drei Gemeinden mit insgesamt 63.225 Einwohnern (Stand: 1. Januar 2022) auf einer Gesamtfläche von 16,81 km²:
| Gemeinde            | Einwohner 1. Januar 2022 | Fläche km² | Dichte Einw./km² | Code INSEE | Postleitzahl |
| ------------------- | ------------------------ | ---------- | ---------------- | ---------- | ------------ |
| Carrières-sur-Seine | 15.002                   | 5,02       | 2.988            | 78124      | 78420        |
| Houilles            | 33.617                   | 4,43       | 7.588            | 78311      | 78800        |
| Montesson           | 14.606                   | 7,36       | 1.985            | 78418      | 78360        |
| Kanton Houilles     | 63.225                   | 16,81      | 3.761            | 7806       | –            |

Bis zur Neuordnung bestand der Kanton Houilles aus den 2 Gemeinden Carrières-sur-Seine und Houilles. Sein Zuschnitt entsprach einer Fläche von 9,45 km2.